# Anton Pleva
Anton Pleva (* 22. Dezember 1982 in Hamburg) ist ein deutscher Theaterregisseur, Schauspieler und Theaterschaffender.

## Leben
Anton Pleva ist der Sohn des 2013 verstorbenen Schauspielers Jörg Pleva und dessen Berufskollegin Giulia Follina. Aufgrund des elterlichen Berufs spielt er bereits in seiner Jugend erste Bühnenrollen. 1995 übernimmt er erste Theaterrollen für die „Schauspielkompanie Adhoc“, einer Theaterproduktionsfirma seines Vaters Jörg Pleva, in der er neben der Schule hospitiert. Von 2007 bis 2011 absolviert Pleva ein zusätzliches Schauspielstudium an der Hochschule für Musik und Theater Hamburg (HfMT). Gleichzeitig arbeitet er in seiner Geburtsstadt unter anderem am St. Pauli Theater und auf Kampnagel, er spielt am Deutschen Schauspielhaus Hamburg Anton in Pünktchen und Anton (2009/10) und gewinnt mit einer Inszenierung von Baal von Bertolt Brecht in der Inszenierung von Samuel Weiss den Ensemblepreis des Theatertreffens für Schauspielstudierende (2011).
Von 2012 bis 2015 ist er Ensemblemitglied am Theater Bielefeld. Hier verkörperte er unter anderem den Ferdinand in Kabale und Liebe von Friedrich Schiller, den Bürgermeister in Friedrich Dürrenmatts Besuch der alten Dame, Major von Tellheim in Minna von Barnhelm von Gotthold Ephraim Lessing und die Titelrollen in Peer Gynt von Henrik Ibsen und William Shakespeares Othello.
Seit 2015 lebt und arbeitet Pleva als freier Schauspieler und Theaterschaffender in Hamburg. Am Hamburger Ernst Deutsch Theater spielte er Anfang 2017 die Rolle des Nobelpreisträgers James Watson in der deutschsprachigen Erstaufführung des Stücks Foto 51 von Anna Ziegler um die Biochemikerin Rosalind Franklin. Dort ist er immer wieder zu sehen, unter anderem spielt er 2018 die Hauptrolle in der Bühnenadaption von Adel Verpflichtet und in der Spielzeit 2021/22 die Titelrolle in Brandon Thomas’ Schwank Charleys Tante. Er spielt auch am plattdeutschen Ohnsorg-Theater, dort war er unter anderem 2019 in der Hauptrolle Adam in Adams Äpfel zu sehen.
Gelegentlich steht Pleva auch vor der Kamera, insbesondere in Gastrollen von Serien mit norddeutschem Bezug. 1997 drehte er in dem Film Schweinesand – Eine Insel voller Geheimnisse das einzige Mal gemeinsam mit seinem Vater. Darüber hinaus arbeitet Anton Pleva als Hörspielsprecher.

## Theaterregie und Theaterschaffender
Ab 2012 schreibt und inszeniert Anton Pleva am Theater Bielefeld seine ersten Theatertexte, unter anderem „Erdbeere und die Suche nach dem Sinn“ und „Bielefeld für Anfänger und die Varusschlacht“, außerdem inszeniert er 2014 das Stück „Ersatzbank“ von Albert Ostermaier mit Niklas Herzberg in der Hauptrolle. 2018 gründet er gemeinsam mit Henrik Demcker, Rune Jürgensen, Marvin L.T. Müller, Daniel Schütter und Ayla Yeginer die Theatergruppe Sexy Theater Menschen für die er die Megazorn-Trilogie schreibt, inszeniert und produziert. Die drei Teile „Das autoritäre Zeitalter des Megazorns“ (2019–21), das vom Fonds Darstellende Künste geförderte „Megazorn 2: Psychological Warfare“ (2021–23) und das von der Behörde für Kultur und Medien Hamburg geförderte "Das egoistische Megaende von alles" (2023–25) erzählen die Geschichte des Geheimagenten Agen Wow, der die Werte der Westlichen Welt verteidigen und Megazorn und seinen kleinen Bruder Wutboy besiegen soll und dabei lernt, wie ein autoritärer Liberalismus die unbelebbarkeit des Planeten herbeiführt. Diese Arbeit entstand vor dem Hintergrund des erstarken autoritärer rechter Politik in den 2010er Jahren und bezieht sich dabei unter anderem auf Arbeiten von Elisabeth Wehling, Maja Göpel, Pankaj Mishra, Wilhelm Heitmeyer, Umberto Eco, Noam Chomsky und Fabian Scheidler. "Das egoistische Megaende von alles" ist 2025 zum Theatertreffen am Theater Duisburg eingeladen.
2021 inszeniert Anton Pleva in Hamburg am Ernst-Deutsch-Theater Frank Wedekinds Frühlings Erwachen mit unter anderem Linda Stockfleth, Maximilian Kurth und dem Theatermusiker Henrik Demcker, dass wegen Corona aber erst 2023 zur Premiere kommen konnte. Außerdem erarbeitet er auf der Basis des Buches "Identitäten" des Philosophen Kwarme Anthony Appiah mit Schülern im Rahmen des Schultheater-Festivals FLEX das Stück „Rotkäppchen auf Identitätssuche“. 2022 inszeniert, schreibt und produziert er für das Hamburger Sprechwerk das Stück "The Fun in Fungus", in dem er eine individualistische Ideologie in Bezug zu Myzelnetzwerken und dem Menschen als Austauschwesen setzt. Die Taz schreibt darüber: „Es gibt hier keinen Plot, keine Figuren, dafür ein vielleicht Brecht remixendes Anti-Illusionstheater […]. Die immer wieder selbst sich unterbrechende Form lässt es […] gerade nicht so erscheinen, als redeten da Expert*innen ein auf zu belehrend Dasitzende, sondern eher so, als befragten alle gemeinsam den Text, ‚sodass die Performer*Innen genau so überrascht, verwundert und begeistert sein können wie das Publikum‘, sagt Pleva.“
2024 erarbeitet Anton Pleva mit Studierenden der Schule für Schauspiel Hamburg den Komödienklassiker "Floh im Ohr" von Georges Feydeau, dass im Rahmen des Hamburger Schauspielschutreffens an den Hamburger Kammerspielen gezeigt und im Hamburger Sprechwerk Wiederaufgenommen wird. Außerdem inszeniert er am Hamburger Sprechwerk die Stücke "Der Kuss" von Ger Thijs mit Jasmin Buterfas und Stephan Benson und "Eigengrau" von Penelope Skinner. 2025 kehrt er für die inszenierung von "Romeo und Julia" von William Shakespeare ans Ernst Deutsch Theater zurück.
Seit 2016 hat er immer wieder Lehraufträge an der Theaterakademie Hamburg, der Schule für Schauspiel Hamburg, der Schauspielschule Zerboni, am Schauspielstudio Frese und der Freien Schauspielschule Hamburg.

## Aufführungen
- 2012: Theater Bielefeld „Bielefeld für Anfänger oder die Varusschlacht“ (Regie, Kostüme, Video und Text)
- 2012: Theater Bielefeld „Erdbeere und die Suche nach dem Sinn“ (Regie, Kostüme, Video und Text)
- 2014: Theater Bielefeld „Ersatzbank“ von Albert Ostermaier (Regie, Kostüm)
- 2015: Renitenztheater Stuttgart „Adam und Pleva“ (Regie und Text / in Zusammenarbeit mit der Ballettschule Pleva)
- 2019: Sexy Theater Menschen / Ernst Deutsch Theater „Das autoritäre Zeitalter des Megazorns“ (Regie, Text, Bühne, Kostüme und Spiel)
- 2021: Sexy Theater Menschen / Ernst Deutsch Theater „Megazorn 2: Psychological Warfare“ (Regie, Text, Bühne, Kostüme, Video und Spiel)
- 2021: FLEX-Jugenddtheaterfestival „Rotkäppchen auf Identitätssuche“ (Regie und Text / in Zusammenarbeit mit einer Schulklasse des Lerchenfeld Gymnasiums)
- 2022: Sexy Theater Menschen / Ernst Deutsch Theater „Das egoistische Megaende von alles“ (Regie, Text, Bühne, Kostüme und Spiel)
- 2022: Hamburger Sprechwerk “The Fun in Fungus” (Regie, Text, Bühne und Kostüme)
- 2023: Ernst Deutsch Theater „Frühlings Erwachen“ von Frank Wedekind (Regie)
- 2024: Schule für Schauspiel Hamburg / Hamburger Kammerspiele „Floh im Ohr“ von Georges Feydeau (Regie, Bühne und Kostüme)
- 2024: Hamburger Sprechwerk „Der Kuss“ von Ger Thijs (Regie, Bühne und Kostüme)
- 2024: Hamburger Sprechwerk „Eigengrau“ von Penelope Skinner (Regie)
- 2025: Ernst Deutsch Theater "Romeo und Julia" von William Shakespeare (Regie)

## Filmografie
- 1997: Schweinesand – Eine Insel voller Geheimnisse
- 2005: Up in Smoke
- 2008: Stille Post
- 2007: Küstenwache – Schuss ins Herz
- 2010: Da kommt Kalle – Das Wunder von Flensburg
- 2011: Notruf Hafenkante – Der Soldat
- 2011: Da kommt Kalle – Alles oder nichts
- 2012: Heiter bis tödlich: Nordisch herb – Der Rest ist Schweigen
- 2012: Mord mit Aussicht – Saftladen
- 2013: Meine Schwestern
- 2018: Ausgerechnet Sylt
- 2021: Alles auf Rot
- 2022: SOKO Hamburg – Tödliche Hochzeit

## Hörspiele
- 2009: Leben und Schicksal – Autor: Wassili Semjonowitsch Grossman – Regie: Norbert Schaeffer
- 2012: Eine Frau flieht vor einer Nachricht – Autor: David Grossman – Regie: Norbert Schaeffer
- 2016: Ein Sommer auf Lumpensand – Autoren: Martin Verg und Ina Rometsch – Regie: Jörgpeter von Clarenau
- 2016: Baba Dunjas letzte Liebe – Autorin: Alina Bronsky – Regie: Anja Herrenbrück